# ベトナムの仏教

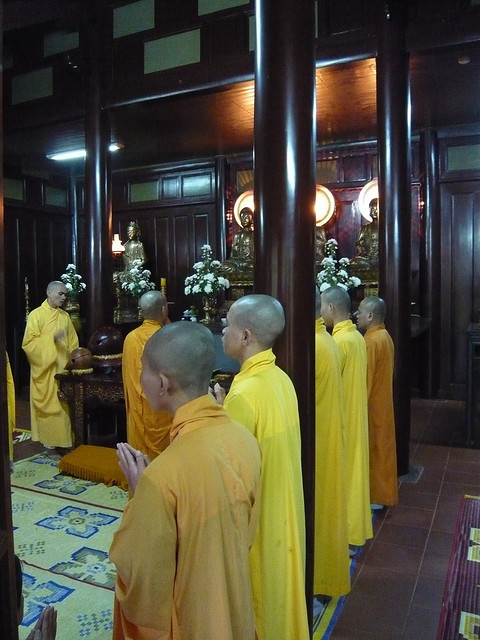
ベトナムの僧侶（フエ）

本項では、ベトナムの仏教（ベトナムのぶっきょう）について記述する。
ベトナムは歴史的に仏教徒の国家であるが、中華帝国の直接・間接支配も含めベトナム仏教が中華思想の多大な影響を受けてきた。ベトナムの仏教は、日本や朝鮮半島と同じく、基本的には大乗仏教であり、中国系の儒教思想の仏教である。道教などとも混交しており、日本のように宗派には基本的に分かれていない混然とした形態である。あえてその特徴を挙げれば、宋代以降の中国仏教と同じく、禅宗（臨済宗）と浄土教の色彩が濃い、「浄土禅」的性格が比較的強い。

## ベトナムの近代仏教
近代においては、カオダイ教やホアハオ教といった仏教系の新宗教も生まれた。
1944年にはベトナム南部で、上座部仏教的要素を取り込んだ「乞士派」と呼ばれる派が成立した。
1963年には南ベトナムのカトリック優遇に対する反発として仏教徒危機が生じている。
1976年のベトナム南北統一から5年後の1981年、ベトナム共産党政権公認の全国仏教組織であるベトナム仏教会が成立した。これは既存の各種の仏教組織を政府管理の下、統合するものだったが、これに反抗した1963年設立のベトナム統一仏教会 (UBCV) は、政府非公認組織となった。
ベトナム仏教界の人物としては、平和活動家である禅僧ティク・ナット・ハンが、世界的に広く知られている。

## ベトナム仏教教会
ベトナム仏教教会は、ベトナム社会主義共和国唯一の当局公認サンガであり、ベトナム祖国戦線の下部組織として活動する。1981年11月7日のハノイ舘使寺における全国ベトナム仏教合議後に、同寺を本部としてベトナム全土の仏教活動を管轄すべく設立された。
ベトナム仏教教会構成組織
- ベトナム統一仏教会
- 統一ベトナム仏教教会
- ベトナム古伝仏教教会
- ベトナム原始サンガ教会
- ホーチミン市愛国仏教連絡会
- 観宗天台教教会
- ベトナム乞士サンガ教会
- 西南部愛国師士団結会
- 南越仏学会

## 統一ベトナム仏教教会
統一ベトナム仏教教会は、1964年ベトナム共和国サイゴン舎利寺において発足した超宗派団体。サイゴン陥落後は財産を押収され、カントーでは共産党政府に抗議した団体系信者12人が焼身自殺を実行する。1981年ベトナム仏教会設立時には指導者の多くが同団体に合流した。
統一ベトナム仏教教会会議参加組織
- 仏教連派委員
- 北越サンガ協会
- 禅浄道場
- ベトナム原始教会
- テーラワーダ教会
- 在南部北越サンガ教会
- 中分サンガ教会
- 南越サンガ教会
- 南越仏学会
- 原始仏教会
- 中分仏教会
- ベトナム仏教会
- テーラワーダ仏子代表Sơn Thái Nguyên居士

## 年表
- 紀元前3-2世紀：チャンパに初期仏教が伝わる。

- 189年：牟子、交阯にて理惑論を記す。

- 247年：交阯出身の康僧会が呉で布教活動を行う。
- 520年：達磨が梁に入る。
- 580年：天竺の烏萇国で生まれ、北周で僧璨に師事したのち万春国に入った禅僧毘尼多流支（ヴィニータルチ）により毘尼多流支派が成立。
- 820年：禅宗系の無言通派が成立。
- 939年：南漢を破った呉権により呉朝成立。前漢の武帝の時代から続いた北属が終了する。
- 950年：十二使君の乱を平定した丁部領が丁朝を建てる。
- 980年：丁部領が暗殺されたのち、副王であった黎桓が譲位を受け前黎朝成立。仏僧が君主の補佐役に起用される。
- 1009年：前黎朝禁軍の指揮官であった李公蘊が僧侶と廷臣の支持を受け、李朝を建てる。李朝政権下で仏教が国家の庇護を受ける。
- 1069年：李朝第3代皇帝李聖宗がチャンパに侵攻する。その際に、同地に滞在していた宋人草堂を捕囚するが、後に草堂が禅僧であったと判明したためこれを釈放し、国師に任命する。これにより、草堂派が成立する。
- 1225年：反乱鎮圧で台頭した陳氏が実権を握り李朝滅亡、陳朝成立。
- 1299年：陳朝第3代皇帝陳仁宗が毘尼多流支派、無言通派、草堂派、臨済宗を竹林禅派に統合する。
- 15世紀：1400年、元やチャンパとの戦争により疲弊した陳朝が滅亡。胡季犛が胡朝を建て、国号を大虞に改める。1407年、明の永楽帝が陳朝の王位を簒奪した胡季犛への懲罰と称し、大虞を占領する。1428年、明を放逐した黎利が後黎朝を建てる。後黎朝は儒教を国教に定めたため、仏教の衰退が始まる。
- 1849年：コレラ流行の中、ドアン・ミン・フエンがメコンデルタで台頭。生き仏と称し宝山奇山道を開く。
- 19-20世紀：仏領インドシナ成立。カトリック教会が植民地当局の庇護を受ける。
- 1926年：黎文忠（レ・ヴァン・チュン）らが高台教を開く。
- 1939年：宝山奇山道に影響を受けた黄富楚（フイン・フー・ソー）が和好教を開く。
- 1944年：明灯光（ミン・ダン・クアン）がベトナム乞士派を開く。
- 1963年：ベトナム共和国ゴ・ディン・ジエム政権の仏教弾圧により仏教徒危機が発生。これに反発した陸軍将校ズオン・ヴァン・ミンがゴ・ディン・ジエムを暗殺する。
- 1964年：統一ベトナム仏教教会が発足。
- 1975年：共産主義政権が南北統一を実現する。
- 1981年：ベトナム祖国戦線の下でベトナム仏教教会が設立される。